# Municipio de Concordia (México)
El municipio de Concordia se ubica en la parte sur del estado mexicano de Sinaloa, y limita al norte con el municipio de Mazatlán, al sur con el municipio de Rosario, al este con el estado de Durango, y al oeste con el municipio de Mazatlán y el municipio de Rosario. Su cabecera es la ciudad homónima. Según el censo del 2015 tenía una población de 27,157 habitantes.

## División administrativa
El municipio de Concordia se divide en 8 sindicaturas:
- Agua Caliente de Gárate
- El Verde
- Mesillas
- Zavala
- Tepuxta
- Copala
- Pánuco
- Santa Lucía

## Demografía
Según datos del censo de 2010, el municipio de Concordia tiene una población de 28.493 habitantes. Las localidades con más de 500 habitantes del municipio son las siguientes:
| Localidad                    | Población |
| ---------------------------- | --------- |
| Concordia                    | 8328      |
| Agua Caliente de Gárate      | 1865      |
| Mesillas                     | 1676      |
| El Verde                     | 1263      |
| El Huajote                   | 1147      |
| La Concepción (La Barrigona) | 1050      |
| La Petaca                    | 928       |
| El Palmito                   | 876       |
| Malpica                      | 666       |
| Zavala                       | 644       |
| Santa Lucía                  | 5690      |
| Copala                       | 506       |
| Potrerillos                  | 502       |
| Tepuxta                      | 501       |

Las localidades de Copala y Pánuco (341 habitantes) fueron importantes centros mineros en el siglo XVII.
En El Verde residió, contrajo matrimonio y falleció el general Domingo Rubí.
Mesillas es un pueblo productor de muebles típicos de la región.